# Филип Ребрача
Филип Ребрача (Сомбор, 3. септембар 1997) српски је кошаркаш. Игра на позицији центра и крилног центра, а тренутно наступа за Војводину.

## Каријера
У августу 2023. године потписао је једногодишњи уговор са Борцем из Чачка. Након сезоне у Борцу прешао је у новосадску Војводину.

## Приватни живот
Филипов отац је бивши кошаркаш Жељко Ребрача.